# Lars Burgsmüller
Lars Burgsmüller, né le 6 décembre 1975 à Mülheim an der Ruhr (RFA), est un joueur de tennis professionnel allemand.
Il a fait sa première apparition au classement ATP le 3 août 1992, à la 1071e place, et devient professionnel l'année suivante.
Ses meilleurs classements ont été une 65e position en simple et une 61e place en double. En simple, il fut classé dans le Top 100 durant 204 semaines.
En 2005, il a été le tout premier adversaire défait par Rafael Nadal dans le cadre du tournoi de Roland-Garros.
Lars Burgsmüller a joué son dernier match du circuit ATP en septembre 2007, lors de l'Open de Bombay. Après sa carrière, il est devenu radiologue.

## Palmarès

### Titre en simple messieurs
| No | Date       | Nom et lieu du tournoi      | Catégorie   | Dotation  | Surface    | Finaliste      | Score    |  |
| -- | ---------- | --------------------------- | ----------- | --------- | ---------- | -------------- | -------- |  |
| 1  | 11-02-2002 | Copenhagen Open, Copenhague | Int' Series | 356 000 $ | Dur (int.) | Olivier Rochus | 6-3, 6-3 |  |

### Finale en simple messieurs
| No | Date       | Nom et lieu du tournoi  | Catégorie   | Dotation  | Surface    | Vainqueur       | Score    |  |
| -- | ---------- | ----------------------- | ----------- | --------- | ---------- | --------------- | -------- |  |
| 1  | 27-09-2004 | Heineken Open, Shanghai | Int' Series | 355 000 $ | Dur (ext.) | Guillermo Cañas | 6-1, 6-0 |  |

### Titre en double messieurs
| No | Date       | Nom et lieu du tournoi         | Catégorie   | Dotation  | Surface         | Partenaire            | Finalistes                     | Score          |          |
| -- | ---------- | ------------------------------ | ----------- | --------- | --------------- | --------------------- | ------------------------------ | -------------- | -------- |
| 1  | 26-09-2005 | Vietnam Open Hô Chi Minh-Ville | Int' Series | 355 000 $ | Moquette (int.) | Philipp Kohlschreiber | Ashley Fisher Robert Lindstedt | 53-6, 6-4, 6-2 | Parcours |

### Finales en double messieurs
| No | Date       | Nom et lieu du tournoi          | Catégorie   | Dotation  | Surface      | Vainqueurs                        | Partenaire     | Score          |  |
| -- | ---------- | ------------------------------- | ----------- | --------- | ------------ | --------------------------------- | -------------- | -------------- |  |
| 1  | 10-04-2000 | Grand-Prix Hassan II Casablanca | Int' Series | 325 000 $ | Terre (ext.) | Arnaud Clément Sébastien Grosjean | Andrew Painter | 7-64, 6-4      |  |
| 2  | 14-06-2004 | Ordina Open Bois-le-Duc         | Int' Series | 355 000 $ | Gazon (ext.) | Martin Damm Cyril Suk             | Jan Vacek      | 6-3, 67-7, 6-3 |  |

## Résultats en Grand Chelem

### En simple
| Année | Open d'Australie | Open d'Australie | Roland-Garros   | Roland-Garros  | Wimbledon       | Wimbledon          | US Open         | US Open         |
| ----- | ---------------- | ---------------- | --------------- | -------------- | --------------- | ------------------ | --------------- | --------------- |
| 1995  | 2e tour (1/32)   | Petr Korda       | -               | -              | 1er tour (1/64) | Jonas Björkman     | -               | -               |
| 1996  | -                | -                | -               | -              | -               | -                  | -               | -               |
| 1997  | -                | -                | -               | -              | -               | -                  | 1er tour (1/64) | Jiri Novak      |
| 1998  | 1er tour (1/64)  | Francisco Clavet | -               | -              | -               | -                  | -               | -               |
| 1999  | 1er tour (1/64)  | Franco Squillari | -               | -              | -               | -                  | 2e tour (1/32)  | Cédric Pioline  |
| 2000  | -                | -                | -               | -              | -               | -                  | 1er tour (1/64) | Sjeng Schalken  |
| 2001  | 3e tour (1/16)   | Greg Rusedski    | 3e tour (1/16)  | Galo Blanco    | 1er tour (1/64) | Jonas Björkman     | 1er tour (1/64) | Roger Federer   |
| 2002  | 1er tour (1/64)  | Dominik Hrbatý   | 1er tour (1/64) | James Blake    | 1er tour (1/64) | Michael Chang      | 1er tour (1/64) | Robin Söderling |
| 2003  | 2e tour (1/32)   | Roger Federer    | 2e tour (1/32)  | Arnaud Clément | 2e tour (1/32)  | Andre Agassi       | 2e tour (1/32)  | Sjeng Schalken  |
| 2004  | 1er tour (1/64)  | Bohdan Ulihrach  | 2e tour (1/32)  | Tim Henman     | 1er tour (1/64) | Juan Ignacio Chela | -               | -               |
| 2005  | 1er tour (1/64)  | Igor Andreev     | 1er tour (1/64) | Rafael Nadal   | 2e tour (1/32)  | Tomáš Berdych      | 1er tour (1/64) | Taylor Dent     |
| 2006  | 2e tour (1/32)   | Gastón Gaudio    | -               | -              | -               | -                  | -               | -               |

### En double
| Année | Open d'Australie                      | Open d'Australie              | Roland-Garros | Roland-Garros | Wimbledon                             | Wimbledon                      | US Open                         | US Open                          |
| ----- | ------------------------------------- | ----------------------------- | ------------- | ------------- | ------------------------------------- | ------------------------------ | ------------------------------- | -------------------------------- |
| 2000  | -                                     | -                             | -             | -             | -                                     | -                              | 1er tour (1/32) Karsten Braasch | Wayne Arthurs Nenad Zimonjić     |
| 2001  | 1er tour (1/32) Michael Kohlmann      | Nicolás Lapentti Carlos Moyà  | -             | -             | -                                     | -                              | -                               | -                                |
| 2002  | -                                     | -                             | -             | -             | -                                     | -                              | -                               | -                                |
| 2003  | 1er tour (1/32) Lee Hyung-taik        | Martin Damm Cyril Suk         | -             | -             | -                                     | -                              | -                               | -                                |
| 2004  | 1er tour (1/32) Luis Horna            | Xavier Malisse Olivier Rochus | -             | -             | -                                     | -                              | -                               | -                                |
| 2005  | 1er tour (1/32) Philipp Kohlschreiber | Jonathan Erlich Andy Ram      | -             | -             | -                                     | -                              | 3e tour (1/8) Mikhail Youzhny   | Paul Goldstein Jim Thomas        |
| 2006  | 1er tour (1/32) Björn Phau            | Yves Allegro Kristof Vliegen  | -             | -             | 2e tour (1/16) Oliver Marach          | Lukáš Dlouhý Pavel Vízner      | 2e tour (1/16) Travis Parrott   | Michael Kohlmann Alexander Waske |
| 2007  | -                                     | -                             | -             | -             | 1er tour (1/32) Orest Tereshchuk (en) | Olivier Rochus Kristof Vliegen | -                               | -                                |

Sous le résultat, le partenaire ; à droite, l'ultime équipe adverse.